# مرئية
مرئية (بالإنجليزية: Viseme)‏ صورة صويتية تتحدد بالشكل الذي يتخده الفم عند نطق صوت ما.

## حواش
1. ↑  Urdu Viseme Identification "نسخة مؤرشفة" (PDF). مؤرشف من الأصل في 2010-12-15. اطلع عليه بتاريخ 2017-07-18.{{استشهاد ويب}}:  صيانة الاستشهاد: BOT: original URL status unknown (link)